# 小行星1633
小行星1633（1633 Chimay）是一颗绕太阳运转的小行星，为主小行星带小行星。该小行星于1929年3月3日发现。
該小行星以比利時的城市希邁命名。

## 轨道参数
小行星1633的轨道半长轴为3.1853750 UA，离心率为0.133。